# Първа сирийска република
Първата сирийска република, официално Сирийска република (на арабски: الجمهورية السورية, на френски: al-Jumhūrīyah as-Sūrīyah
République syrienne), е създадена през 1930 г. като компонент на френския мандат в Сирия и Ливан, наследявайки Сирийската държава. През 1936 г. е сключен френско-сирийският договор за независимост, за да се даде независимост на Сирия и да се сложи край на официалното френско управление, но френският парламент отказва да го ратифицира. От 1940 до 1941 г. Сирийската република е под контрола на режима от Виши, а след нахлуването на Съюзниците през 1941 г. постепенно тръгва по пътя към независимостта. Провъзгласяването на независимостта става през 1944 г., но едва през октомври 1945 г. Сирийската република е де юре призната от ООН; става де факто суверенна държава на 17 април 1946 г. с изтеглянето на френските войски. Тя е наследена от Втората сирийска република след приемането на новата конституция на 5 септември 1950 г.

## Предистория
На 23 декември 1925 г. Анри дьо Жувнел е назначен за френски върховен комисар за Сирия. На 28 април 1926 г. той назначава Ахмад Нами за министър-председател и държавен глава. Нами формира правителство, състоящо се от шестима министри, трима от които са националисти, и относно работния дневен ред на правителството договаря с Жувнел десет точки, най-важните от които са:
- Избор на учредително събрание;
- Замяна на мандата с договор между Сирия и Франция за срок от тридесет години, който ще защитава правата, задълженията и интересите на двете страни, подобно на споразумението между Ирак и Великобритания;
- Завършване на сирийското единство.
- Създаване на национална армия, така че френските войски да могат постепенно да се изтеглят от територията на Сирия.
- Помощ на Франция за приемането на Сирия в Обществото на народите;
- Обща амнистия за всички политически престъпления, особено тези, свързани с Великата революция.[3]

Трите правителства, които са съставени от Ахмед Нами между май 1926 г. и февруари 1928 г., не успяват да изпълнят дневния си ред. Смяната на върховен комисар Анри дьо Жувнел от Анри Понсо през септември 1926 г. с промяна на посоката по отношение на сирийския въпрос и противно на общата амнистия, французите арестуват тримата министри от националното правителство през септември 1926 г. и ги изпращат в изгнание в Ливан.
Френският върховен комисар започва поредица от дискусии в Бейрут с основните сирийски национални лидери Хашим ал-Атаси и Ибрахим Ханану относно бъдещата конституция, които не успяват да постигнат никакво споразумение. На 15 февруари 1928 г. Ахмед Нами подава оставка и върховният комисар назначава шейх Тадж ал-Дин ал-Хасани за нов временен държавен глава. Върховният комисар постановява амнистия преди изборите, определяйки я като обща амнистия, но изключвайки обвинения, свързани с великата сирийска революция и ключови сирийско-ливански националистически лидери като Шукри ал-Куватли, Абдел Рахман Шахбандар, Фавзи ал-Кавукджи, Ихсан Ал Джабри (Сирия), Амин Рухаяха и Мохамед Шурейки (Алавитска държава), Султан ал-Атраш (Джабал Друз) и Шакиб Арслан и Шаиб Уаб (Голям Ливан). Поради това лидерите на сирийската въоръжена съпротива не успяват да участват в изборите.
Националистите формират нова политическа групировка в подготовка за изборите, която включва бившата Национална партия, някои членове на Народната партия и независими фигури, повечето от които са местни, и се наричат Национален блок, а Хашим ал-Атаси е избран за негов председател. Изборите са проведени през април 1928 г. и са избрани 70 членове, като резултатите не са решени, а в полза на градските националисти и селските умерени.
Проектът за нова конституция е обсъден от Учредителното събрание, избрано през април 1928 г., но тъй като подкрепящият независимостта Национален блок е спечелил мнозинство, настоява за вмъкване на няколко члена, „които не запазват прерогативите на мандатната власт“.
Учредителното събрание е свикано на 9 май 1928 г. в сградата на правителството. То единодушно избира Хашим ал-Атаси за свой председател, а след пристигането на Анри Понсо, върховен комисар, избира за премиер Тадж ал-Дин ал-Хасани, както и неговите министри. То започва да рецитира членовете на конституцията, след което заседанието е прекъснато до 11 август 1928 г. На този ден сесията му е открита отново в присъствието на върховния комисар, премиера и неговите министри, след което са изрецитирани и останалите членовете на конституцията и се гласува конституцията като цяло. Тя е одобрена за всичките ѝ 115 члена, включително шестте члена (2, 72, 73, 75, 110, 112), за които хората от френския мандат очакват да бъдат премахнати  заради несъответствието им с мандатната система. Върховният комисар се оттегля ядосано от сесията, последван от премиера и министрите, и издава решение за отлагане на свикването на Учредителното събрание за период от три месеца, надявайки се, че ще бъде постигнато споразумение по шестте члена от Конституцията, които противоречат на мандатната политика, и отлагането на преговорите са повторени безрезултатно. След това, когато Учредителното събрание открива сесията си на 5 февруари 1929 г., ръководителят на политическия отдел на Върховния комисар ги изненадва и прочита на депутатите меморандума на Върховния комисар, съдържащ елиминирането на шестте члена, противопоставящи се на  мандатната политика, и обявяващ суспендирането на Учредително събрание за неопределено време.

## Мандатна Сирийска република (1930 – 1946)

### Първа сирийска конституция (1930)
На 14 май 1930 г. френският върховен комисар обнародва конституцията на Сирийската държава. На 22 май 1930 г. Сирийската държава е обявена за Република Сирия и новата сирийска конституция е обнародвана от френския върховен комисар по същото време като ливанската конституция и конституциите на Санджак Александрета, на Алавитската държава и на държавата Джабал ал-Друз. В тази конституция се споменава и новото знаме: „Сирийското знаме ще бъде съставено по следния начин: дължината ще бъде два пъти височината. То ще съдържа три ленти с еднакъв размер, като горната лента е зелена, средната лента е бяла, а долната лента е черна. Бялата част ще носи три червени звезди на една линия, всяка с по пет точки“.
През 20 декември 1931 г. и 4 януари 1932 г. се провеждат първите избори съгласно новата конституция, съгласно избирателен закон, предвиждащ „представителството на религиозните малцинства“, както е наложено от член 37 от конституцията. Националният блок е малцинство в новата камара на депутатите със само 16 депутати от 70 поради интензивни манипулации на вота от страна на френските власти. Сред депутатите са и трима членове на сирийската кюрдска националистическа партия Xoybûn – Халил бей Ибн Ибрахим Паша (провинция Ал- Джазира), Мустафа бей Ибн Шахин (Джарабулус) и Хасан Ауни (Кюрд Даг). По-късно през годината, от 30 март до 6 април, има „допълнителни избори“. На 11 юни 1932 г. сирийската камара на депутатите избира Мохамед Али Бай ал-Абид за президент, Сирийската държава е преименувана на Република Сирия през юли 1932 г.
През 1933 г. Франция се опитва да наложи договор за независимост, силно накърнен в полза на Франция. Обещава постепенна независимост, но запазва сирийските планини под френски контрол. Държавният глава на Сирия по това време е френска марионетка, Мохамед Али Бей ал-Абид. Яростната опозиция срещу този договор е оглавена от високопоставен националист и парламентарист Хашим ал-Атаси, който призова за 60-дневна стачка в знак на протест. Политическата коалиция на Атаси, Националният блок, мобилизира огромна обществена подкрепа за неговия призив. Бунтове и демонстрации бушуват и икономиката е в застой.

### Френско-сирийски договор за независимост и Санджак Александрета
След преговорите през март с Дамиан дьо Мартел, френският върховен комисар в Сирия, Хашим ал-Атаси отива в Париж начело на висша делегация на Националния блок. Новото френско правителство, ръководено от Народния фронт, сформирано през юни 1936 г. след изборите през април-май, се съгласява да признае Националния блок като единствените законни представители на сирийския народ и кани ал-Атаси на преговори за независимост. Полученият договор призовава за незабавно признаване на независимостта на Сирия като суверенна република, с пълна еманципация, предоставена постепенно за период от 25 години.
През 1936 г. е подписан френско-сирийският договор за независимост, който няма да бъде ратифициран от френския законодателен орган. Въпреки това договорът позволява на Джабал ал-Друз, Алавитския регион (сега наричан Латакия) и Санджак Александрета да бъдат включени в Сирийската република в рамките на следващите две години. Голям Ливан (сега Ливанската република) е единствената държава, която не се присъединява към Сирийската република. Хашим ал-Атаси, който е министър-председател по време на краткото управление на крал Фейсал I (1918–1920), е първият президент, избран съгласно нова конституция, приета след договора за независимост.
Договорът гарантира включването на автономни по-рано друзки и алавитски региони в Голяма Сирия, но не и на Ливан, с който Франция подписва подобен договор през ноември. Договорът също така обещава ограничаване на френската намеса във вътрешните работи на Сирия, както и намаляване на френските войски, персонал и военни бази в Сирия. В замяна Сирия обещава да подкрепя Франция по време на война, включително използването на нейното въздушно пространство, и да позволи на Франция да поддържа две военни бази на сирийска територия. Включени са други политически, икономически и културни разпоредби.
Атаси се завръща в Сирия триумфално на 27 септември 1936 г. и е избран за президент на републиката през ноември.
През септември 1938 г. Франция отделя сирийския санджак Александрета, въпреки че територията му е гарантирана като част от Сирия в договора, и го трансформира в Държава Хатай, която се присъединява към Турция през юни 1939 г. Сирия не признава присъединяването и въпросът е спорен и до днес.
Появяващата се заплаха от Нацистка Германия предизвиква страх да не бъде заобиколен от нея, ако Франция се откаже от колониите си в Близкия Изток. Това, съчетано с продължаващите империалистически наклонности на някои нива на френското правителство, кара Франция да преразгледа обещанията си и да откаже да ратифицира договора. Отново избухват бунтове, ал-Атаси подава оставка и сирийската независимост е  отложена до края на Втората световна война .

### Втора световна война и независимост
С падането на Франция през 1940 г. по време на Втората световна война Сирия попада под контрола на правителството на Виши, докато британците и свободните французи не нахлуват и не окупират страната през юли 1941 г. Сирия провъзгласява своята независимост отново през 1941 г., но едва на 1 януари 1944 г. е призната за независима република.
През 40-те години Великобритания тайно се застъпва за създаването на Велика сирийска държава, която да осигури преференциален статут на Великобритания по военни, икономически и културни въпроси, в замяна на пълно спиране на еврейските амбиции в Палестина. Франция и Съединените щати се противопоставят на британската хегемония в региона, което в крайна сметка води до създаването на Израел.
На 27 септември 1941 г. Свободна Франция провъзгласява, по силата и в рамките на мандата, независимостта и суверенитета на Сирийската държава. В прокламацията се казва, че „независимостта и суверенитетът на Сирия и Ливан няма да повлияят на правната ситуация, както произтича от акта за мандата. Всъщност тази ситуация може да бъде променена само със съгласието на Съвета на Обществото на народите, със съгласието на правителството на Съединените щати, страна по Френско-американската конвенция от 4 април 1924 г., и само след сключването между френското правителство и сирийското и ливанското правителство на договори, надлежно ратифицирани в съответствие със законите на Френската република. 
Бенкт Бромс каза, че е важно да се отбележи, че има няколко основатели на ООН, чиято държавност е съмнителна по време на конференцията в Сан Франциско и че правителството на Франция все още смята Сирия и Ливан за мандати. 
Дънкан Хол казва: „По този начин сирийския мандат може да се каже, че е прекратен без никакви официални действия от страна на Лигата или нейния приемник. Мандатът бе прекратен с декларацията на задължителната власт и на самите нови държави, на тяхната независимост, последвана от процес на частично безусловно признаване от други сили, кулминиращ с официалното приемане в Обединените нации, член 78 от Хартата сложи край на статута на опека за всяка държава-членка: „Системата на попечителство не се прилага за територии, които стават членове на Обединените нации, отношенията между които ще се основават на зачитане на принципа на суверенното равенство.“ Така че когато ООН са основанина 24 октомври 1945 г., след ратифицирането на Хартата на Обединените нации от петте постоянни членове, тъй като и Сирия, и Ливан са държави-основателки, френският мандат и за двете е законно прекратен на тази дата и е постигната пълна независимост.
На 29 май 1945 г. Франция бомбардира Дамаск и се опитва да арестува своите демократично избрани лидери. Докато френските самолети бомбардират Дамаск, министър-председателят Фарис ал-Хури е на учредителната конференция на ООН в Сан Франциско, представяйки искането на Сирия за независимост от френския мандат.
Сирийската независимост е де юре постигната на 24 октомври 1945 г. Продължаващият натиск от страна на сирийските националистически групи и британският натиск принуждават французите да евакуират последните си войски на 17 април 1946 г.

## Независимост на Първата сирийска република (1946 – 1950)

### Конституционни поправки
Конституцията от 1930 г. е изменена през 1947 г.
През 1947 г. Сирия се присъединява към Международния валутен фонд (МВФ) и обвързва своята валута към щатския долар на 2,19148 лири = 1 долар. Това е курс, който се поддържа до 1961 г. Ливанската и сирийската валута се разделят през 1948 г.

### Арабско-израелска война от 1948 г. и последиците от нея
Арабската лига се проваля в Арабско-израелската война от 1948 г.
Хусни ал-Заим поема властта през 1949 г., но умира по-късно същата година. Той е наследен от ал-Атаси.
Нова конституция е изготвена и приета през 1950 г., отбелязвайки началото на Втората сирийска република .